# Списак епизода серије Доктор Ху (савремена ера)
Доктор Ху је британска научнофантастична телевизијска серија коју производи BBC. До 31. маја 2025. емитовано је 892 епизоде. Ово укључује један телевизијски филм и више специјала и обухвата 319 прича у 41 сезони, почевши од 1963. године. Поред тога, емитована су четири добротворна специјала и две анимиране серије. Велики број епизода у серији довео је до тога да Доктор Ху држи светски рекорд по највећем броју епизода неког научнофантастичног програма. У мају 2017. објављено је да је BBC Worldwide продао право на одбијање будућих серијала програма закључно са 15. серијалом у Кини.
Серија је престала да се емитује 1989. године, а затим је настављена 2005. године. Изворна серија (1963–1989) се углавном састоји од серијала са више епизода. Оживљавањем из 2005. промењен је ранији серијски формат на низ самосталних епизода испресецаних повременим причама из више делова и структурираних у лабаве лукове прича.
Бројеви прича испод су замишљени као водич за пласман у свеукупни контекст програма. Постоји неки спор, на пример, око тога да ли се 23. сезона рачуна као један или као четири серијала и да ли треба укључити недовршени серијал Шада. Шема нумерисања на овом списку прати водич за епизоде званичне веб странице. Други извори, као што је DVD издање округа 1 користи различите шеме нумерисања које се разликују након 108. приче Нимонови рогови (1979–1980).

## Преглед серије
| Сезона / Серијал  | Сезона / Серијал    | Епизоде         | Доктор             | Оригинално емитовање | Оригинално емитовање |
| ----------------- | ------------------- | --------------- | ------------------ | -------------------- | -------------------- |
| Сезона / Серијал  | Сезона / Серијал    | Епизоде         | Доктор             | Премијера            | Финале               |
| Класична ера      |                     |                 |                    |                      |                      |
|                   | 1. сезона           | 42              | Први Доктор        | 23. новембар 1963.   | 12. септембар 1964.  |
|                   | 2. сезона           | 39              | Први Доктор        | 31. октобар 1964.    | 24. јул 1965.        |
|                   | 3. сезона           | 45              | Први Доктор        | 11. септембар 1965.  | 16. јул 1966.        |
|                   | 4. сезона           | 43              | Други Доктор       | 10. септембар 1966.  | 1. јул 1967.         |
|                   | 5. сезона           | 40              | Други Доктор       | 2. септембар 1967.   | 1. јун 1968.         |
|                   | 6. сезона           | 44              | Други Доктор       | 10. август 1968.     | 21. јун 1969.        |
|                   | 7. сезона           | 25              | Трећи Доктор       | 3. јануар 1970.      | 20. јун 1970.        |
|                   | 8. сезона           | 25              | Трећи Доктор       | 2. јануар 1971.      | 19. јун 1971.        |
|                   | 9. сезона           | 26              | Трећи Доктор       | 1. јануар 1972.      | 24. јун 1972.        |
|                   | 10. сезона          | 26              | Трећи Доктор       | 30. децембар 1972.   | 23. јун 1973.        |
|                   | 11. сезона          | 26              | Трећи Доктор       | 15. децембар 1973.   | 8. јун 1974.         |
|                   | 12. сезона          | 20              | Четврти Доктор     | 28. децембар 1974.   | 10. мај 1975.        |
|                   | 13. сезона          | 26              | Четврти Доктор     | 30. август 1975.     | 6. март 1976.        |
|                   | 14. сезона          | 26              | Четврти Доктор     | 4. септембар 1976.   | 2. април 1977.       |
|                   | 15. сезона          | 26              | Четврти Доктор     | 3. септембар 1977.   | 11. март 1978.       |
|                   | 16. сезона          | 26              | Четврти Доктор     | 2. септембар 1978.   | 24. фебруар 1979.    |
|                   | 17. сезона          | 20              | Четврти Доктор     | 1. септембар 1979.   | 12. јануар 1980.     |
|                   | 18. сезона          | 28              | Четврти Доктор     | 30. август 1980.     | 21. март 1981.       |
|                   | 19. сезона          | 26              | Пети Доктор        | 4. јануар 1982.      | 30. март 1982.       |
|                   | 20. сезона          | 22              | Пети Доктор        | 4. јануар 1983.      | 16. март 1983.       |
|                   | 21. сезона          | 25              | Пети Доктор        | 23. новембар 1983.   | 25. март 1984.       |
|                   | 22. сезона          | 13              | Шести Доктор       | 5. јануар 1985.      | 30. март 1985.       |
|                   | 23. сезона          | 14              | Шести Доктор       | 6. септембар 1986.   | 6. децембар 1986.    |
|                   | 24. сезона          | 14              | Седми Доктор       | 7. септембар 1987.   | 7. децембар 1987.    |
|                   | 25. сезона          | 14              | Седми Доктор       | 5. октобар 1988.     | 4. јануар 1989.      |
|                   | 26. сезона          | 14              | Седми Доктор       | 6. септембар 1989.   | 6. децембар 1989.    |
|                   | Филм                | Филм            | Осми Доктор        | 12. мај 1996.        | 12. мај 1996.        |
| Савремена ера     |                     |                 |                    |                      |                      |
|                   | 1. серијал          | 13              | Девети Доктор      | 26. март 2005.       | 18. јун 2005.        |
|                   | 2. серијал          | 13              | Десети Доктор      | 15. април 2006.      | 8. јул 2006.         |
|                   | 3. серијал          | 13              | Десети Доктор      | 31. март 2007.       | 30. јун 2007.        |
|                   | 4. серијал          | 13              | Десети Доктор      | 5. април 2008.       | 5. јул 2008.         |
|                   | Специјали (2008−10) | 5               | Десети Доктор      | 25. децембар 2008.   | 1. јануар 2010.      |
|                   | 5. серијал          | 13              | Једанаести Доктор  | 3. април 2010.       | 26. јун 2010.        |
|                   | 6. серијал          | 13              | Једанаести Доктор  | 23. април 2011.      | 1. октобар 2011.     |
|                   | 7. серијал          | 13              | Једанаести Доктор  | 1. сепембар 2012.    | 18. мај 2013.        |
|                   | Специјали (2013)    | 2               | Једанаести Доктор  | 23. новембар 2013.   | 25. децембар 2013.   |
|                   | 8. серијал          | 12              | Дванаести Доктор   | 23. август 2014.     | 8. новембар 2014.    |
|                   | 9. серијал          | 12              | Дванаести Доктор   | 19. септембар 2015.  | 5. децембар 2015.    |
|                   | 10. серијал         | 12              | Дванаести Доктор   | 15. април 2017.      | 1. јул 2017.         |
|                   | 11. серијал         | 10              | Тринаеста Докторка | 7. октобар 2018.     | 9. децембар 2018.    |
|                   | 12. серијал         | 10              | Тринаеста Докторка | 1. јануар 2020.      | 1. март 2020.        |
| Револуција Далека | Револуција Далека   | 1. јануар 2021. | 1. јануар 2021.    |                      |                      |
|                   | 13. серијал         | 6               | Тринаеста Докторка | 31. октобар 2021.    | 5. децембар 2021.    |
|                   | Специјали (2022)    | 3               | Тринаеста Докторка | 1. јануар 2022.      | 23. октобар 2022.    |
|                   | Специјали (2023)    | 3               | Четрнаести Доктор  | 25. новембар 2023.   | 9. децембар 2023.    |
|                   | 14. серијал         | 8               | Петнаести Доктор   | 11. мај 2024.        | 22. јун 2024.        |
|                   | 15. серијал         | 8               | Петнаести Доктор   | 12. април 2025.      | 31. мај 2025.        |

1. ↑  Први Доктор је остао до 8. епизоде 4. сезоне. Други Доктор се појављивао у остатку сезоне.
2. ↑  Пети Доктор се регенерисао у Шестог у 21. епизоде 21. сезоне. Шести Доктор се појављивао у последње четири епизоде сезоне.
3. ↑  Пред 2. серијал емитован је божићни специјал 25. децембра 2005.
4. ↑  Пред 3. серијал емитован је божићни специјал 25. децембра 2006.
5. ↑  Пред 4. серијал емитован је божићни специјал 25. децембра 2007.
6. ↑  Пред 6. серијал емитован је божићни специјал 25. децембра 2010. док је након серијала емитован божићни специјал 25. децембра 2011.
7. ↑  Између 5. и 6. епизоде 7. серијала емитован је божићни специјал 25. децембра 2012.
8. ↑  Након 8. серијала емитован је божићни специјал 25. децембра 2014.
9. ↑  Након 9. серијала емитован је божићни специјал 25. децембра 2015.
10. ↑  Пред 10. серијал емитован је божићни специјал 25. децембра 2016. док је након серијала емитован божићни специјал 25. децембра 2017.
11. ↑  Након 11. серијала емитован је новогодишњи специјал 1. јануара 2019.
12. ↑  Између специјала (2023) и 14. серијала емитован је божићни специјал 25. децембра 2023.
13. ↑  Пред 15. серијал емитован je божићни специјал 25. децембра 2024.

## Епизоде

### 1. серијал (2005)
Године 2005. BBC је поново покренуо серију након 15 година одсуства са телевизие, а Расел Т. Дејвис, Џули Гарднер и Мал Јанг су били извршни продуценти, Фил Колинсон продуцент, а Кристофер Еклстон је преузео главну улогу Деветог Доктора.
Оживљавање је наставак изворне серије. Нова серија је форматирана у размери широког екрана 16:9 и стандардној дужини епизоде од 45 минута. По први пут од сезоне 1965–66, свака епизода има наслов, а већина стоји самостално као комплетне приче. Серија се такође вратила у свој уобичајени термин суботом увече.
Серија из 2005. представља лабав ток приче, бави се последицама Временског рата и загонетком наизглед свеприсутног израза „Зли вук”.
| Бр. еп. (укупно) | Бр. еп. (у сезони) | Наслов                  | Редитељ       | Сценариста      | Премијера       | Прод. код | Гледаност у Британији (милиони) |
| ---------------- | ------------------ | ----------------------- | ------------- | --------------- | --------------- | --------- | ------------------------------- |
| 1                | 1                  | „Роуз”                  | Кит Боук      | Расел Т. Дејвис | 26. март 2005.  | 1.1       | 10,81                           |
| 2                | 2                  | „Крај света”            | Ерос Лин      | Расел Т. Дејвис | 2. април 2005.  | 1.2       | 7,97                            |
| 3                | 3                  | „Немирни мртви”         | Ерос Лин      | Марк Гетис      | 9. април 2005.  | 1.3       | 8,86                            |
| 4                | 4                  | „Ванземаљци из Лондона” | Кит Боук      | Расел Т. Дејвис | 16. април 2005. | 1.4       | 7,63                            |
| 5                | 5                  | „Трећи светски рат”     | Кит Боук      | Расел Т. Дејвис | 23. април 2005. | 1.5       | 7,98                            |
| 6                | 6                  | „Далек”                 | Џо Ахерн      | Роберт Шерман   | 30. април 2005. | 1.6       | 8,93                            |
| 7                | 7                  | „Дуга игра”             | Брајант Грант | Расел Т. Дејвис | 7. мај 2005.    | 1.7       | 8,01                            |
| 8                | 8                  | „Оци”                   | Џо Ахерн      | Пол Корнел      | 14. мај 2005.   | 1.8       | 8,01                            |
| 9                | 9                  | „Празно дете”           | Џејмс Хос     | Стивен Мофат    | 21. мај 2005.   | 1.9       | 7,11                            |
| 10               | 10                 | „Доктор плеше”          | Џејмс Хос     | Стивен Мофат    | 28. мај 2005.   | 1.10      | 6,86                            |
| 11               | 11                 | „Град праска”           | Џо Ахерн      | Расел Т. Дејвис | 4. јун 2005.    | 1.11      | 7,68                            |
| 12               | 12                 | „Зли вук”               | Џо Ахерн      | Расел Т. Дејвис | 11. јун 2005.   | 1.12      | 6,81                            |
| 13               | 13                 | „Раздвајање путева”     | Џо Ахерн      | Расел Т. Дејвис | 18. јун 2005.   | 1.13      | 6,91                            |

### 2. серијал (2006)
Десетог Доктора је тумачио Дејвид Тенант који је добио улогу пре емитовања првог серијала.
Позадинска прича за спиноф серију Торчвуд је „засејана” у различитим епизодама серијала из 2006. године. Свака епизода такође има пратећу интернет ТАРДИС-оду.
| Специјал |    |                     |               |                 |                    |      |      |
| 14       | —  | „Божићна инвазија”  | Џејмс Хос     | Расел Т. Дејвис | 25. децембар 2005. | 2Х   | 9,84 |
| Серијал  |    |                     |               |                 |                    |      |      |
| 15       | 1  | „Нова Земља”        | Џејмс Хос     | Расел Т. Дејвис | 15. април 2006.    | 2.1  | 8,62 |
| 16       | 2  | „Зуб и канџа”       | Еврос Лин     | Расел Т. Дејвис | 22. април 2006.    | 2.2  | 9,24 |
| 17       | 3  | „Школски сусрет”    | Џејмс Хос     | Тоби Вајтхаус   | 29. април 2006.    | 2.3  | 8,31 |
| 18       | 4  | „Девојка у камину”  | Еврос Лин     | Стивен Мофат    | 6. мај 2006.       | 2.4  | 7,90 |
| 19       | 5  | „Успон Киберљуди”   | Грејем Харпер | Том Мекреј      | 13. мај 2006.      | 2.5  | 9,22 |
| 20       | 6  | „Челично доба”      | Грејем Харпер | Том Мекреј      | 20. мај 2006.      | 2.6  | 7,63 |
| 21       | 7  | „Идиотов фењер”     | Еврос Лин     | Марк Гетис      | 27. мај 2006.      | 2.7  | 6,76 |
| 22       | 8  | „Немогућа планета”  | Џејмс Стронг  | Мет Џоунс       | 3. јун 2006.       | 2.8  | 6,32 |
| 23       | 9  | „Сотонина јама”     | Џејмс Стронг  | Мет Џоунс       | 10. јун 2006.      | 2.9  | 6,08 |
| 24       | 10 | „Љубав и чудовишта” | Ден Заф       | Расел Т. Дејвис | 17. јун 2006.      | 2.10 | 6,66 |
| 25       | 11 | „Плаши је се”       | Еврос Лин     | Метју Грејем    | 24. јун 2006.      | 2.11 | 7,14 |
| 26       | 12 | „Војска духова”     | Грејем Харпер | Расел Т. Дејвис | 1. јул 2006.       | 2.12 | 8,19 |
| 27       | 13 | „Судњи дан”         | Грејем Харпер | Расел Т. Дејвис | 8. јул 2006.       | 2.13 | 8,22 |

### 3. серијал (2007)
Овај серијал представио је Марту Џоунс и бави се последњом поруком Лица Боа, тајанственим господином Саксоном и Доктором који се опоравља од губитка Роуз Тајлер.
| Специјал |    |                                  |                |                 |                    |      |      |
| 28       | —  | „Одбегла невеста”                | Еврос Лин      | Расел Т. Дејвис | 25. децембар 2006. | 3Х   | 9,35 |
| Серијал  |    |                                  |                |                 |                    |      |      |
| 29       | 1  | „Смит и Џоунсова”                | Чарлс Палмер   | Расел Т. Дејвис | 31. март 2007.     | 3.1  | 8,71 |
| 30       | 2  | „Шекспиров код”                  | Чарлс Палмер   | Гарет Робертс   | 7. април 2007.     | 3.2  | 7,23 |
| 31       | 3  | „Шпиц”                           | Ричард Кларк   | Расел Т. Дејвис | 14. април 2007.    | 3.3  | 8,41 |
| 32       | 4  | „Далеци на Менхетну”             | Џејмс Стронг   | Хелен Рејнор    | 21. април 2007.    | 3.4  | 6,69 |
| 33       | 5  | „Еволуција Далека”               | Џејмс Стронг   | Хелен Рејнор    | 28. април 2007.    | 3.5  | 6,97 |
| 34       | 6  | „Лазарусов експеримент”          | Ричард Клард   | Стивен Гринхорн | 5. мај 2007.       | 3.6  | 7,19 |
| 35       | 7  | „42”                             | Грејем Харпер  | Крис Чибнал     | 19. мај 2007.      | 3.7  | 7,41 |
| 36       | 8  | „Људска природа”                 | Чарнел Палмер  | Пол Корнел      | 26. мај 2007.      | 3.8  | 7,74 |
| 37       | 9  | „Породица крви”                  | Чарнел Палмер  | Пол Корнел      | 2. јун 2007.       | 3.9  | 7,21 |
| 38       | 10 | „Трептај”                        | Хети Мекдоналд | Стивен Мофат    | 9. јун 2007.       | 3.10 | 6,62 |
| 39       | 11 | „Утопија”                        | Грејем Харпер  | Расел Т. Дејвис | 16. јун 2007.      | 3.11 | 7,84 |
| 40       | 12 | „Звук бубњева”                   | Колин Тиг      | Расел Т. Дејвис | 23. јун 2007.      | 3.12 | 7,51 |
| 41       | 13 | „Последњи од Гопсподара времена” | Колин Тиг      | Расел Т. Дејвис | 30. јун 2007.      | 3.13 | 8,61 |

### 4. серијал (2008)
Овај серијал истражује случајности које повезују Доктора и Дону. Ту је и лабави лук приче о нестанку планета и пчела.
| Специјал |    |                       |                |                 |                    |      |       |
| 42       | —  | „Путовање проклетих”  | Џејмс Стронг   | Расел Т. Дејвис | 25. децембар 2007. | 4Х   | 13,31 |
| Серијал  |    |                       |                |                 |                    |      |       |
| 43       | 1  | „Партнери у злочину”  | Џејмс Стронг   | Расел Т. Дејвис | 5. април 2008.     | 4.1  | 9,14  |
| 44       | 2  | „Ватре Помпеје”       | Колин Тиг      | Џејмс Моран     | 12. април 2008.    | 4.3  | 9,04  |
| 45       | 3  | „Планета Удова”       | Грејем Харпер  | Кит Темпл       | 19. април 2008.    | 4.2  | 7,50  |
| 46       | 4  | „Сонтараначка варка”  | Даглас Мекинон | Хелен Рејнор    | 26. април 2008.    | 4.4  | 7,06  |
| 47       | 5  | „Отровно небо”        | Даглас Мекинон | Хелен Рејнор    | 3. мај 2008.       | 4.5  | 6,53  |
| 48       | 6  | „Докторова ћерка”     | Алис Траутон   | Стивен Гринхорн | 10. мај 2008.      | 4.6  | 7,33  |
| 49       | 7  | „Једнорог и оса”      | Грејем Харпер  | Гарет Робертс   | 17. мај 2008.      | 4.7  | 8,41  |
| 50       | 8  | „Тишина у библиотеци” | Еврос Лин      | Стивен Мофат    | 31. мај 2008.      | 4.9  | 6,27  |
| 51       | 9  | „Шума мртвих”         | Еврос Лин      | Стивен Мофат    | 7. јун 2008.       | 4.10 | 7,84  |
| 52       | 10 | „Поноћ”               | Алис Траутон   | Расел Т. Дејвис | 14. јун 2008.      | 4.8  | 8,05  |
| 53       | 11 | „Скрени лево”         | Грејем Харпер  | Расел Т. Дејвис | 21. јун 2008.      | 4.11 | 8,09  |
| 54       | 12 | „Украдена Земља”      | Грејем Харпер  | Расел Т. Дејвис | 28. јун 2008.      | 4.12 | 8,78  |
| 55       | 13 | „Крај путовања”       | Грејем Харпер  | Расел Т. Дејвис | 5. јул 2008.       | 4.13 | 10,57 |

### Специјали (2008−10)
Специјали се усредсређују на „четири куцања” и смрт Десетог Доктора. Од „Планете мртвих” епизоде су снимане у HD-у.
| Бр. еп. (укупно) | Бр. еп. (у сезони) | Наслов                     | Редитељ       | Сценариста                      | Премијера          | Прод. код | Гледаност у Британији (милиони) |
| ---------------- | ------------------ | -------------------------- | ------------- | ------------------------------- | ------------------ | --------- | ------------------------------- |
| 56               | 1                  | „Следећи Доктор”           | Анди Годард   | Расел Т. Дејвис                 | 25. децембар 2008. | 4.14      | 13,10                           |
| 57               | 2                  | „Планета мртвих”           | Џејмс Стронг  | Расел Т. Дејвис и Гарет Робертс | 11. април 2009.    | 4.15      | 9,75                            |
| 58               | 3                  | „Воде Марса”               | Грејем Харпер | Расел Т. Дејвис и Фил Форд      | 15. новембар 2009. | 4.16      | 10,32                           |
| 59               | 4                  | „Крај времена − Први део”  | Еврос Лин     | Расел Т. Дејвис                 | 25. децембар 2009. | 4.17      | 12,04                           |
| 60               | 5                  | „Крај времена − Други део” | Еврос Лин     | Расел Т. Дејвис                 | 1. јануар 2010.    | 4.18      | 12,27                           |

### 5. серијал (2010)
Једанаестог Доктора је тумачио Мет Смит. Стивен Мофат преузео је улогу директора серије у петом серијалу.
Овај серијал бави се пукотинама које се шире кроз време, Пандориком и Тишином који се помињу у разним епизодама.
| Бр. еп. (укупно) | Бр. еп. (у сезони) | Наслов                | Редитељ        | Сценариста    | Премијера       | Прод. код | Гледаност у Британији (милиони) |
| ---------------- | ------------------ | --------------------- | -------------- | ------------- | --------------- | --------- | ------------------------------- |
| 61               | 1                  | „Једанаести час”      | Адам Смит      | Стивен Мофат  | 3. април 2010.  | 1.1       | 10,09                           |
| 62               | 2                  | „Звер испод”          | Ендру Ган      | Стивен Мофат  | 10. април 2010. | 1.2       | 8,42                            |
| 63               | 3                  | „Победа Далека”       | Ендру Ган      | Марк Гетис    | 17. април 2010. | 1.3       | 8,21                            |
| 64               | 4                  | „Време Анђела”        | Адам Смит      | Стивен Мофат  | 24. април 2010. | 1.4       | 8,59                            |
| 65               | 5                  | „Месо и камен”        | Адам Смит      | Стивен Мофат  | 1. мај 2010.    | 1.5       | 8,50                            |
| 66               | 6                  | „Вампири из Венеције” | Џони Кембел    | Тоби Вајтхаус | 8. мај 2010.    | 1.6       | 7,68                            |
| 67               | 7                  | „Ејмин избор”         | Кетрин Морсхед | Сајмон Нај    | 15. мај 2010.   | 1.7       | 7,55                            |
| 68               | 8                  | „Гладна Земља”        | Ешли Веј       | Крис Чибнал   | 22. мај 2010.   | 1.8       | 6,49                            |
| 69               | 9                  | „Хладна крв”          | Ешли Веј       | Крис Чибнал   | 29. мај 2010.   | 1.9       | 7,49                            |
| 70               | 10                 | „Винсент и Доктор”    | Џони Кембел    | Ричард Кертис | 5. јун 2010.    | 1.10      | 6,76                            |
| 71               | 11                 | „Подстанар”           | Кетрин Морсхед | Гарет Робертс | 12. јун 2010.   | 1.11      | 6,44                            |
| 72               | 12                 | „Отварање Пандорике”  | Тоби Хејнс     | Стивен Мофат  | 19. јун 2010.   | 1.12      | 7,57                            |
| 73               | 13                 | „Велики прасак”       | Тоби Хејнс     | Стивен Мофат  | 26. јун 2010.   | 1.13      | 6,70                            |

### 6. серијал (2011)
Овај серијал се усредсређује на однос Ривер Сонг према Доктору, Докторову „смрт” и откривање шта је Тишина. Премијерно емитовање 6. серијала подељено је на два дела тако да је првих седам епизода емитовано од априла до јуна 2011. а преосталих шест од краја августа до октобра исте године.
| Специјал  |    |                            |                 |                |                     |      |       |
| 74        | —  | „Божићна прича”            | Тоби Хејнс      | Стивен Мофат   | 25. децембар 2010.  | 2.Х  | 11,11 |
| Први део  |    |                            |                 |                |                     |      |       |
| 75        | 1  | „Немогући астронаут”       | Тоби Хејнс      | Стивен Мофат   | 23. април 2011.     | 2.1  | 8,86  |
| 76        | 2  | „Дан Месеца”               | Тоби Хејнс      | Стивен Мофат   | 30. април 2011.     | 2.2  | 7,30  |
| 77        | 3  | „Проклетство црне тачке”   | Џереми Веб      | Стивен Томпсон | 7. мај 2011.        | 2.9  | 7,85  |
| 78        | 4  | „Докторова супруга”        | Ричард Кларк    | Нил Гејмен     | 14. мај 2011.       | 2.3  | 7,97  |
| 79        | 5  | „Побуњеничко месо”         | Џулијан Симпсон | Метју Грејем   | 21. мај 2011.       | 2.5  | 7,35  |
| 80        | 6  | „Скоро људи”               | Џулијан Симпсон | Метју Грејем   | 28. мај 2011.       | 2.6  | 6,72  |
| 81        | 7  | „Добар човек иде у рат”    | Питер Хоур      | Стивен Mофат   | 4. јун 2011.        | 2.7  | 7,51  |
| Други део |    |                            |                 |                |                     |      |       |
| 82        | 8  | „Хајде да убијемо Хитлера” | Ричард Сениор   | Стивен Мофат   | 27. август 2011.    | 2.8  | 8,10  |
| 83        | 9  | „Ноћни ужаси”              | Ричард Кларк    | Марк Гетис     | 3. септембар 2011.  | 2.4  | 7,07  |
| 84        | 10 | „Девојка која је чекала”   | Ник Харан       | Том Мекреј     | 10. септембар 2011. | 2.10 | 7,60  |
| 85        | 11 | „Божји комплекс”           | Ник Харан       | Тоби Вајтхаус  | 17. септембар 2011. | 2.11 | 6,77  |
| 86        | 12 | „Време затварања”          | Стивен Хјуз     | Гарет Робертс  | 24. септембар 2011. | 2.12 | 6,93  |
| 87        | 13 | „Венчање Ривер Сонг”       | Џереми Веб      | Стивен Мофат   | 1. октобар 2011.    | 2.13 | 7,67  |

### 7. серијал (2012−13)
Седми серијал је почео са пет епизода и божићним специјалом крајем 2012, након чега је уследило преосталих седам епизода 2013. године. Серијал се бавио одласком Пондових, Великом интелигенцијом и мистеријом Кларе Освалд, „Немогуће девојке”.
| Специјал (2011) |    |                                   |                 |                |                     |       |
| 88              | —  | „Доктор, удовица и орман”         | Фарен Блекбурн  | Стивен Мофат   | 25. децембар 2011.  | 10,77 |
| Први део        |    |                                   |                 |                |                     |       |
| 89              | 1  | „Уточиште Далека”                 | Ник Харан       | Стивен Мофат   | 1. септембар 2012.  | 8,33  |
| 90              | 2  | „Диносауруси на свемирском броду” | Сол Мецштајн    | Крис Чибнал    | 8. септембар 2012.  | 7,57  |
| 91              | 3  | „Град звани Милост”               | Сол Мецштајн    | Тоби Вајтхаус  | 15. септембар 2012. | 8,42  |
| 92              | 4  | „Моћ троје”                       | Даглас Мекинон  | Крис Чибнал    | 22. септембар 2012. | 7,67  |
| 93              | 5  | „Анђели заузимају Менхетн”        | Ник Харан       | Стивен Мофат   | 29. септембар 2012. | 7,67  |
| Специјал (2012) |    |                                   |                 |                |                     |       |
| 94              | —  | „Снежни људи”                     | Сол Мецштајн    | Стивен Мофат   | 25. децембар 2012.  | 9,87  |
| Други део       |    |                                   |                 |                |                     |       |
| 95              | 6  | „Звона Светог Јована”             | Колм Мекарти    | Стивен Мофат   | 30. март 2013.      | 8,44  |
| 96              | 7  | „Прстенови Акатена”               | Фарен Блекбурн  | Нил Крос       | 6. април 2013.      | 7,45  |
| 97              | 8  | „Хладни рат”                      | Даглас Мекинон  | Марк Гетис     | 13. април 2013.     | 7,37  |
| 98              | 9  | „Скривање”                        | Џејми Пајн      | Нил Крос       | 20. април 2013.     | 6,61  |
| 99              | 10 | „Путовање у средиште ТАРДИС-а”    | Мет Кинг        | Стивен Томпсон | 27. април 2013.     | 6,50  |
| 100             | 11 | „Гримизни ужас”                   | Сол Мецштајн    | Марк Гетис     | 4. мај 2013.        | 6,47  |
| 101             | 12 | „Кошмар у сребрном”               | Стивен Вулфеден | Нил Гејмен     | 11. мај 2013.       | 6,64  |
| 102             | 13 | „Име Доктора”                     | Сол Мецштајн    | Стивен Мофат   | 18. мај 2013.       | 7,45  |

### Специјали (2013)
Специјали се усредсређују на различите инкарнације Доктора, међу којима и повратак Десетог Доктора и откривање Ратног Доктора и његових поступака током Временског рата. Поред два специјала, постојао је и додатни кратки под називом „Ноћ Доктора” који приказује последње тренутке Осмог Доктора Пола Мекгана и његову регенерацију у Ратног Доктора Џона Херта.
| Бр. еп. (укупно) | Бр. еп. (у сезони) | Наслов          | Редитељ    | Сценариста   | Премијера          | Гледаност у Британији (милиони) |
| ---------------- | ------------------ | --------------- | ---------- | ------------ | ------------------ | ------------------------------- |
| 103              | 1                  | „Дан Доктора”   | Ник Харан  | Стивен Мофат | 23. новембар 2013. | 12,80                           |
| 104              | 2                  | „Време Доктора” | Џејми Пејн | Стивен Мофат | 25. децембар 2013. | 11,14                           |

### 8. серијал (2014)
Број епизода od 8. до 10. серијала је смањен са тринаест на дванаест. Овај серијал се бавио мистеријом идентитета лика „Миси” и мистеријом око „Обећане земље”.
| Бр. еп. (укупно) | Бр. еп. (у сезони) | Наслов                      | Редитељ        | Сценариста                    | Премијера           | Гледаност у Британији (милиони) |
| ---------------- | ------------------ | --------------------------- | -------------- | ----------------------------- | ------------------- | ------------------------------- |
| 105              | 1                  | „Дубоки удах”               | Бен Витли      | Стивен Мофат                  | 23. август 2014.    | 9,17                            |
| 106              | 2                  | „Унутар Далека”             | Бен Витли      | Фил Форд и Стивен Мофат       | 30. август 2014.    | 7,29                            |
| 107              | 3                  | „Робот из Шервуда”          | Пол Марфи      | Марк Гетис                    | 6. септембар 2014.  | 7,28                            |
| 108              | 4                  | „Слушај”                    | Даглас Мекинон | Стивен Мофат                  | 13. септембар 2014. | 7,01                            |
| 109              | 5                  | „Временска пљачка”          | Даглас Мекинон | Стивен Томпсон и Стивен Мофат | 20. септембар 2014. | 6,99                            |
| 110              | 6                  | „Домар”                     | Пол Марфи      | Гарет Робертс и Стивен Мофат  | 27. септембар 2014. | 6,82                            |
| 111              | 7                  | „Убити Месец”               | Пол Вилмсхерст | Питер Харнес                  | 4. октобар 2014.    | 6,91                            |
| 112              | 8                  | „Мумија у Оријент експресу” | Пол Вилмсхерст | Џејми Метисон                 | 11. октобар 2014.   | 7,11                            |
| 113              | 9                  | „Равна линија”              | Даглас Мекинон | Џејми Метисон                 | 18. октобар 2014.   | 6,71                            |
| 114              | 10                 | „У ноћној шуми”             | Шери Фолксон   | Френк Котрел-Бојси            | 25. октобар 2014.   | 6,92                            |
| 115              | 11                 | „Тамна вода”                | Рејчел Талалеј | Стивен Мофат                  | 1. новембар 2014.   | 7,34                            |
| 116              | 12                 | „Смрт на небесима”          | Рејчел Талалеј | Стивен Мофат                  | 8. новембар 2014.   | 7,60                            |

### 9. серијал (2015)
Овај серијал се бавио последицама Докторове и Кларине везе и Докторовом исповешћу о Хибриду.
| Специјал (2014) |    |                         |                   |                              |                     |      |
| 117             | —  | „Последњи Божић”        | Пол Вилмсхерст    | Стивен Мофат                 | 25. децембар 2014.  | 8,28 |
| Серијал         |    |                         |                   |                              |                     |      |
| 118             | 1  | „Мађионичарев шегрт”    | Хети Мекдоланд    | Стивен Мофат                 | 19. септембар 2015. | 6,54 |
| 119             | 2  | „Вештичин фамилијар”    | Хети Мекдоланд    | Стивен Мофат                 | 26. септембар 2015. | 5,71 |
| 120             | 3  | „Испод језера”          | Данијел О'Хара    | Тоби Вајтхаус                | 3. октобар 2015.    | 5,63 |
| 121             | 4  | „Пре потопа”            | Данијел О'Хара    | Тоби Вајтхаус                | 10. октобар 2015.   | 6,05 |
| 122             | 5  | „Девојка која је умрла” | Ед Базалгет       | Џејми Метисон и Стивен Мофат | 17. октобар 2015.   | 6,56 |
| 123             | 6  | „Жена која је живела”   | Ед Базалгет       | Џејми Метисон и Стивен Мофат | 24. октобар 2015.   | 6,11 |
| 124             | 7  | „Зајгонска инвазија”    | Данијел Нетхајм   | Питер Харнес                 | 31. октобар 2015.   | 5,76 |
| 125             | 8  | „Зајгонска инверзија”   | Данијел Нетхајм   | Питер Харнес                 | 7. новембар 2015.   | 6,03 |
| 126             | 9  | „Нема спавања”          | Џастин Молотников | Марк Гетис                   | 14. новембар 2015.  | 5,61 |
| 127             | 10 | „Суочење са гавраном”   | Џастин Молотников | Сара Долард                  | 21. новембар 2015.  | 6,05 |
| 128             | 11 | „Послато са небеса”     | Рејчел Талалај    | Стивен Мофат                 | 28. новембар 2015.  | 6,19 |
| 129             | 12 | „Ђаволски упоран”       | Рејчел Талалај    | Стивен Мофат                 | 5. децембар 2015.   | 6,17 |
| Специјал (2015) |    |                         |                   |                              |                     |      |
| 130             | —  | „Мужеви Ривер Сонг”     | Даглас Мекинон    | Стивен Мофат                 | 25. децембар 2015.  | 7,69 |

### 10. серијал (2017)
Оваj серијал се бавиo мистеријом трезора и Докторове заклетве, касније истражујући однос Доктора и Миси, као и могућност да се Миси „поправи”. Ова сезона представља Бил Потс (Перл Меки) и Нардола (Мет Лукас) као Докторове сапутнике.
| Специјал (2016) |    |                              |                 |                             |                    |      |
| 131             | —  | „Повратак Доктора Мистерија” | Ед Базалгет     | Стивен Мофат                | 25. децембар 2016. | 7,83 |
| Серијал         |    |                              |                 |                             |                    |      |
| 132             | 1  | „Пилот”                      | Лоренс Гоф      | Стивен Мофат                | 15. април 2017.    | 6,68 |
| 133             | 2  | „Осмех”                      | Лоренс Гоф      | Френк Котрел-Бојси          | 22. април 2017.    | 5,98 |
| 134             | 3  | „Танак лед”                  | Бил Андерсон    | Сара Долард                 | 29. април 2017.    | 5,61 |
| 135             | 4  | „Куц куц”                    | Мајк Бартлет    | Сара Долард                 | 6. мај 2017.       | 5,73 |
| 136             | 5  | „Кисеоник”                   | Чарлс Палмер    | Џејмс Метисон               | 13. мај 2017.      | 5,27 |
| 137             | 6  | „Екстремис”                  | Данијел Нетхајм | Стивен Мофат                | 20. мај 2017.      | 5,53 |
| 138             | 7  | „Пирамида на крају света”    | Данијел Нетхајм | Питер Харнес и Стивен Мофат | 27. мај 2017.      | 5,79 |
| 139             | 8  | „Лаж земље”                  | Вејн Ил         | Тоби Вајнхаус               | 3. јун 2017.       | 4,82 |
| 140             | 9  | „Царица Марса”               | Вејн Ил         | Марк Гетис                  | 10. јун 2017.      | 5,02 |
| 141             | 10 | „Ждерачи светлости”          | Чарлс Палмер    | Рона Манро                  | 17. јун 2017.      | 4,73 |
| 142             | 11 | „Док је света и века”        | Рејчел Талалеј  | Стивен Мофат                | 24. јун 2017.      | 5,00 |
| 143             | 12 | „Докторов пад”               | Рејчел Талалеј  | Стивен Мофат                | 1. јул 2017.       | 5,30 |
| Специјал (2017) |    |                              |                 |                             |                    |      |
| 144             | —  | „Било двапут”                | Рејчел Талалеј  | Стивен Мофат                | 25. децембар 2017. | 7,92 |

### 11. серијал (2018)
Тринаестог Доктора је тумачила Џоди Витакер. Крис Чибнал преузео је улогу директора серије у једанаестом серијалу.
За 11. серијал, број епизода је смањен са дванаест на десет, а трајање сваке епизоде је повећано за пет минута. Тринаести Доктор је у почетку тражила свој изгубљени ТАРДИС, нехотице одводећи своје сапутнике на своја путовања, а они су размишљали да се врате својим животима, али су одлучили да наставе са путовањима. Серијал се бавио и тематиком туге. Временски термин емитовања епизода је промењен на недељу.
| Серијал  |    |                                    |                  |                              |                    |       |
| 145      | 1  | „Жена која је пала на Земљу”       | Џејми Чајлдс     | Крис Чибнал                  | 7. октобар 2018.   | 10,96 |
| 146      | 2  | „Споменик духовима”                | Марк Тондреј     | Крис Чибнал                  | 14. октобар 2018.  | 9,00  |
| 147      | 3  | „Роза”                             | Марк Тондреј     | Малори Блекмен и Крис Чибнал | 21. октобар 2018.  | 8,41  |
| 148      | 4  | „Арахниди у Уједињеном Краљевству” | Сали Апрахамијан | Крис Чибнал                  | 28. октобар 2018.  | 8,22  |
| 149      | 5  | „Загонетка Цуранга”                | Џенифер Перот    | Крис Чибнал                  | 4. новембар 2018.  | 7,76  |
| 150      | 6  | „Демони Панџаба”                   | Џејми Чајлдс     | Винај Пател                  | 11. новембар 2018. | 7,48  |
| 151      | 7  | „Керблам!”                         | Џејми Чајлдс     | Пит Мектај                   | 18. новембар 2018. | 7,46  |
| 152      | 8  | „Трагачи за вештицама”             | Сали Апрахамијан | Џој Вилкинсон                | 25. новембар 2018. | 7,21  |
| 153      | 9  | „Одводи те”                        | Џејми Чајлдс     | Ед Хајм                      | 2. децембар 2018.  | 6,42  |
| 154      | 10 | „Битка на Ранскуру Ав Колосу”      | Џејми Чајлдс     | Крис Чибнал                  | 9. децембар 2018.  | 6,65  |
| Специјал |    |                                    |                  |                              |                    |       |
| 155      | —  | „Резолуција”                       | Вејн Ип          | Крис Чибнал                  | 1. јануар 2019.    | 7,13  |

### 12. серијал (2020)
Овај серијал се бавио новом инкарнацијом Господара, повратком Џека Харкнеса, појавом непознате инкарнације Доктора која је постојала у неком тренутку пре Временског рата и „Усамљеног Киберчовека”, док је уследило уништење Галифреја и тајна Ванвременског детета. Специјал је обележио последње редовно појављивање Грејема и Рајана.
| Серијал  |    |                            |                    |                            |                   |      |
| 156      | 1  | „Спајфол, 1. део”          | Џејми Магнус Стоун | Крис Чибнал                | 1. јануар 2020.   | 6,89 |
| 157      | 2  | „Спајфол, 2. део”          | Ли Хејвен Џоунс    | Крис Чибнал                | 5. јануар 2020.   | 6,07 |
| 158      | 3  | „Сироче 55”                | Ли Хејвен Џоунс    | Ед Хајм                    | 12. јануар 2020.  | 5,38 |
| 159      | 4  | „Ноћ страве Николе Тесле”  | Нида Мазур         | Нина Метивије              | 19. јануар 2020.  | 5,20 |
| 160      | 5  | „Бегунац од Џадуна”        | Нида Мазур         | Винај Пател и Крис Чибнал  | 26. јануар 2020.  | 5,57 |
| 161      | 6  | „Праксеј”                  | Џејми Магнус Стоун | Пит Мектај и Крис Чибнал   | 2. фебруар 2020.  | 5,22 |
| 162      | 7  | „Да ли ме чујеш?”          | Ема Саливен        | Шарлин Џоунс и Крис Чибнал | 9. фебруар 2020.  | 4,90 |
| 163      | 8  | „Проклетство виле Диодати” | Ема Саливен        | Мекмин Алдертон            | 16. фебруар 2020. | 5,07 |
| 164      | 9  | „Вазнесење Киберљуди”      | Џејми Магнус Стоун | Крис Чибнал                | 23. фебруар 2020. | 4,99 |
| 165      | 10 | „Ванвременска деца”        | Џејми Магнус Стоун | Крис Чибнал                | 1. март 2020.     | 4,69 |
| Специјал |    |                            |                    |                            |                   |      |
| 166      | —  | „Револуција Далека”        | Ли Хејвен Џоунс    | Крис Чибнал                | 1. јануар 2021.   | 6,36 |

### 13. серијал (2021)
Тринаести серијал се састојао од једне приче, поднасловљене Флукс. Ово је укључивало аномалију уништења универзума, под називом „Флукс”, која је окупила неколико непријатеља у покушају да преузму Земљу. Такође је укључивао Одељење из 12. серијала. Ден Луис (Џон Бишоп) придружио се серијалу као нови сапутник.
| Бр. еп. (укупно) | Бр. еп. (у сезони) | Наслов                      | Редитељ            | Сценариста                   | Премијера          | Гледаност у Британији (милиони) |
| ---------------- | ------------------ | --------------------------- | ------------------ | ---------------------------- | ------------------ | ------------------------------- |
| 167              | 1                  | „Апокалипса за Ноћ вештица” | Џејми Магнус Стоун | Крис Чибнал                  | 30. октобар 2021.  | 5,81                            |
| 168              | 2                  | „Рат Сонтаранаца”           | Џејми Магнус Стоун | Крис Чибнал                  | 7. новембар 2021.  | 5,13                            |
| 169              | 3                  | „Некада давно”              | Азур Салим         | Крис Чибнал                  | 14. новембар 2021. | 4,70                            |
| 170              | 4                  | „Село Анђела”               | Џејми Магнус Стоун | Крис Чибнал и Мекин Алдертон | 21. новембар 2021. | 4,57                            |
| 171              | 5                  | „Преживели Флукса”          | Азур Салим         | Крис Чибнал                  | 28. новембар 2021. | 4,83                            |
| 172              | 6                  | „Победници”                 | Азур Салим         | Крис Чибнал                  | 5. децембар 2021.  | 4,64                            |

### Специјали (2022)
Специјали се лабаво настављају на 13. серијал, а последњи слави стогодишњицу BBC-ја и бави се односом Јасмин и Доктора, као и оним што је довело до регенерације Тринаестог Доктора.
| Бр. еп. (укупно) | Бр. еп. (у сезони) | Наслов                       | Редитељ            | Сценариста             | Премијера         | Гледаност у Британији (милиони) |
| ---------------- | ------------------ | ---------------------------- | ------------------ | ---------------------- | ----------------- | ------------------------------- |
| 173              | 1                  | „Предвечерје Далека”         | Анета Лауфер       | Крис Чибнал            | 1. јануар 2022.   | 4,40                            |
| 174              | 2                  | „Легенда о Морским ђаволима” | Халоу Ванг         | Ела Роуд и Крис Чибнал | 17. април 2022.   | 3,47                            |
| 175              | 3                  | „Моћ Доктора”                | Џејми Магнус Стоун | Крис Чибнал            | 23. октобар 2022. | 5,30                            |

### Специјали (2023)
Четрнаестог Доктора је тумачио Дејвид Тенант који је раније глумио Десетог Доктора. Расел Т. Дејвис се вратио као директор серије, у копродукцији са компанијом Bad Wolf и у сарадњи са Disney+-ом у вези са дистрибуцијом ван Уједињеног Краљевства, како би прославили 60. годишњицу и „даље серијале”.
Овим специјалима обележена је 60. годишњица серије. У њима су се поново удружили Доктор и Дона Нобл, представљен је Мип, радња се вртела око спречавања претње на ивици универзума, поново се појавио Творац Играчака, а закључени су јединственом би-генерацијом Четрнаестог Доктора и одговором зашто му се вратило лице њихове десете инкарнације.
| Бр. еп. (укупно) | Бр. еп. (у сезони) | Наслов          | Редитељ        | Сценариста                                                        | Премијера          | Гледаност у Британији (милиони) |
| ---------------- | ------------------ | --------------- | -------------- | ----------------------------------------------------------------- | ------------------ | ------------------------------- |
| 176              | 1                  | „Звездана звер” | Рејчел Талалеј | Према причи: Пата Милса и Дејва Гибонса Сценарио: Расел Т. Дејвис | 25. новембар 2023. | 7,61                            |
| 177              | 2                  | „Плава дивљина” | Том Кингсли    | Расел Т. Дејвис                                                   | 2. децембар 2023.  | 7,14                            |
| 178              | 3                  | „Кикот”         | Чања Батон     | Расел Т. Дејвис                                                   | 9. децембар 2023.  | 6,85                            |

### 14. серијал (2024)
Петнаестог Доктора је у 14. серијалу тумачио Шути Гатва. Број епизода у овом серијалу је смањен са десет на осам и први је серијал који Disney+ дистрибуира широм света ван Уједињеног Краљевства. Са овим серијалом, систем нумерисања серије је ресетован и 14. серијал је такође познат као „1. сезона”.
Божићни специјал представио је Мили Гибсон као сапутницу Руби Сандеј, пронађено дете које доживљава лошу срећу изазвану лудоријама гоблина, док се наредна сезона усредсређује на мистерију Рубиног рођења, као и на тајанствену жену која се појављује у различитим облицима у свакој од Докторове и Рубине пустоловине. Епизоде серијала су биле објављиване у поноћ на BBC iPlaye-у у Уједињеном Краљевству, а на BBC-ју су се емитовале следеће суботе увече.
| Специјал |   |                         |                      |                             |                    |      |
| 179      | — | „Црква на Руби роуду”   | Марк Тондереј        | Расел Т. Дејвис             | 25. децембар 2023. | 7,49 |
| Серијал  |   |                         |                      |                             |                    |      |
| 180      | 1 | „Свемирска бебе”        | Џули Ен Робинсон     | Расел Т. Дејвис             | 11. мај 2024.      | 4,01 |
| 181      | 2 | „Ђавољи акорд”          | Бен Чесел            | Расел Т. Дејвис             | 11. мај 2024.      | 3,91 |
| 182      | 3 | „Бум”                   | Џули Ен Робинсон     | Стивен Мофат                | 18. мај 2024.      | 3,58 |
| 183      | 4 | „73 јарди”              | Дилан Холмс Вилијамс | Расел Т. Дејвис             | 25. мај 2024.      | 4,06 |
| 184      | 5 | „Тачка и мехур”         | Дилан Холмс Вилијамс | Расел Т. Дејвис             | 1. јун 2024.       | 3,38 |
| 185      | 6 | „Роуг”                  | Бен Чесел            | Кејт Херон и Брајони Редмен | 8. јун 2024.       | 3,52 |
| 186      | 7 | „Легенда о Руби Сандеј” | Џејми Донохју        | Расел Т. Дејвис             | 15. јун 2024.      | 3,50 |
| 187      | 8 | „Царство смрти”         | Џејми Донохју        | Расел Т. Дејвис             | 22. јун 2024.      | 3,69 |

### 15. серијал (2025)
Божићни специјал емитован је 25. децембра 2024, након чега је у априлу 2025. уследио серијал од осам епизода. Мили Гибсон се вратила као Руби Сандеј уз нову сапутницу Белинду Чандру, коју игра Варада Сету. Овај серијал је такође познат као „2. сезона”. У овом серијалу, Доктор покушава да одведе Белинду кући у 2025. годину, али их стално одбија непозната сила.
| Специјал |   |                               |                    |                                      |                    |      |
| 188      | — | „Џој свету”                   | Алекс Санџив Пилај | Стивен Мофат                         | 25. децембар 2024. | 5,91 |
| Серијал  |   |                               |                    |                                      |                    |      |
| 189      | 1 | „Револуција робота”           | Питер Хор          | Расел Т. Дејвис                      | 12. април 2025.    | 3,57 |
| 190      | 2 | „Лакс”                        | Аманда Брочи       | Расел Т. Дејвис                      | 19. април 2025.    | 3,01 |
| 191      | 3 | „Јама”                        | Аманда Брочи       | Расел Т. Дејвис с Шарма Анџел-Волфол | 26. април 2025.    | 3,24 |
| 192      | 4 | „Срећан дан”                  | Питер Хор          | Пит Мактај                           | 3. мај 2025.       | 2,80 |
| 193      | 5 | Прича и машина                | Макала Макферсон   | Инуа Еламс                           | 10. мај 2025.      | 2,70 |
| 194      | 6 | „Избор за међузвездану песму” | Бен А. Вилијамс    | Џуно Досон                           | 17. мај 2025.      | 3,75 |
| 195      | 7 | „Свет жеља”                   | Алекс Санџив Пилај | Расел Т. Дејвис                      | 24. мај 2025.      | 2,86 |
| 196      | 8 | „Рат стварности”              | Алекс Санџив Пилај | Расел Т. Дејвис                      | 31. мај 2025.      | TBD  |